# Ambertruck JL
Ambertruck JL — среднетоннажный грузовой автомобиль, выпускающийся с 2024 года калининградской компанией Автотор на базе JMC Carrying.

## Описание
Ambertruck JL выпускается на базе JMC Carrying полной масой от 3,5 до 5 тонн, выпуск которого начался в 2007 году.
В движение Ambertruck JL приводится дизельным двигателем JX493ZLQ4 объёмом 2771 см3, который является производным от Isuzu 4JB1. Мощность двигателя составляет 80 кВт (109 л. с.) при 3600 об/мин, а крутящий момент — 260 Н·м при 2000 об/мин. Двигатель сочетается в паре с пятиступенчатой механической трансмиссией. Экологический класс — Евро-4.
Топливная система Common Rail поставляется компанией Bosch, а наддув — компанией Honeywell. Двигателем управляет система Delphi. Ресурс двигателя ограничен до 500000 км. Гидравлическая тормозная система обеспечивает безопасное вождение и помогает автомобилю справляться с тяжёлыми нагрузками.
В стандартную комплектацию автомобиля входят: гидроусилитель руля, кондиционер, задние противотуманные фонари и многое другое.